# Хебрела-Эла
Хебрела-Эла (дарг. ХябрелагӀела) — село в Левашинском районе Дагестана. Входит в состав Мекегинского сельсовета.

## География
Село находится на берегу реки Капрах, на расстоянии 11 км к юго-востоку от села Леваши, административного центра района.

## Население
| 1895 | 1926 | 1939 | 1970 | 1989 | 2002 | 2010 |
| ---- | ---- | ---- | ---- | ---- | ---- | ---- |
| 137  | ↘77  | ↘58  | ↘27  | ↘15  | ↗57  | ↘3   |
| 2021 |      |      |      |      |      |      |
| ↗23  |      |      |      |      |      |      |